# Eupen
Eupen (franceză Néau - arhaism neutilizat) este un oraș din regiunea Valonia a Belgiei. Orașul se găsește în zona comunității germanofone, fiind reședința parlamentului acestei comunități. 

## Geografie
Orașul este traversat de râul Vesdre și este situat la 16 km de Aachen și 45 km depărtare de Liège și Maastricht. Comuna este formată din localitățile Eupen și Kettenis. Suprafața totală este de 103,74 km². La 1 ianuarie 2008, comuna avea o populație totală de 18.408 locuitori. 

## Istoric
Eupen și capela Nicolaus au fost pentru prima oară amintite în 1213, că aparțin ducatului Limburg. După Bătălia de la Worringen (1228), ducatul Limburg și ducatul Brabantului vor aparține Casei Burgunde, Eupen fiind distrus de un încendiu. In anul 1445, Eupen împreună cu Limburg și Brabant ajung sub dominația habsburgilor. Eupen ajunge să fie cunoscut în 1554 prin comerțul cu pânză și cuie, iar în 1555 ajunge, împreună cu Brabant și Limburg, sub dominația ramurii spaniole a habsburgilor. Prima mișcare protestantă în Eupen este amintită în 1565, localitatea fiind în 1582 incendiată de mercenarii olandezi, iar în 1635 populația este decimată de pestă. În anul 1635, devine oraș cu judecătorie proprie; la 1674, independența orașului este atestată prin sigiliul orașelor libere. Prin anii 1680-1688, orașul cunoaște o perioadă de înflorire. Prin Tratatul de la Utrecht, ajunge împreună cu Limburg și Brabant sub dominația habsburgilor austrieci. În 1783, se va înființa în localitate un Colegiu comercial. Eupen ajunge sub dominație franceză în 1784 și va aparține departamentului Ourthe, cu sediul prefecturii la Liège. La 1815, prin Congresul de la Viena, orașul trece sub dominație prusacă și primește o stemă nouă și va aparține provinciei Renania. În 1827, va apare primul ziar local. Mai târziu, prin Tratatul de la Versailles, Eupen ajunge să aparțină Belgiei, între anii 1920-1925, din punct de vedere administrativ va aparține guvernământului Eupen-Malmedy, sub comanda generalului Herman Baltia. La data de 18 mai 1940, este anexat de Germania, fiind în septembrie 1944 eliberat de trupele americane, iar în 1983 orașul devine centru de reședință a comunității etnice nemțești.  

## Galerie de imagini

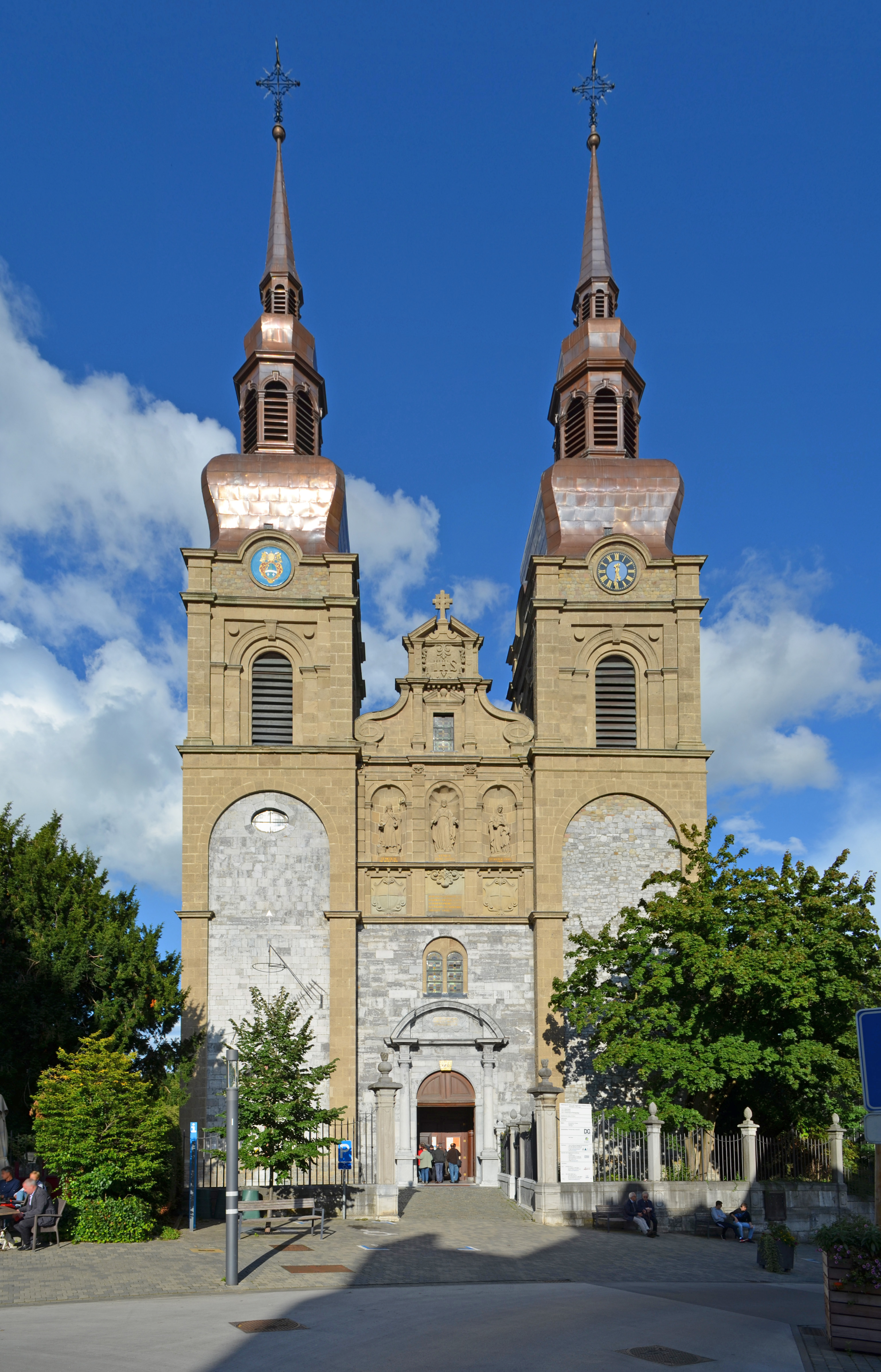
Biserica "Sf. Niculae" din Eupen. Arhitect: Laurenz Mefferdatis (* 1677; † 1748)
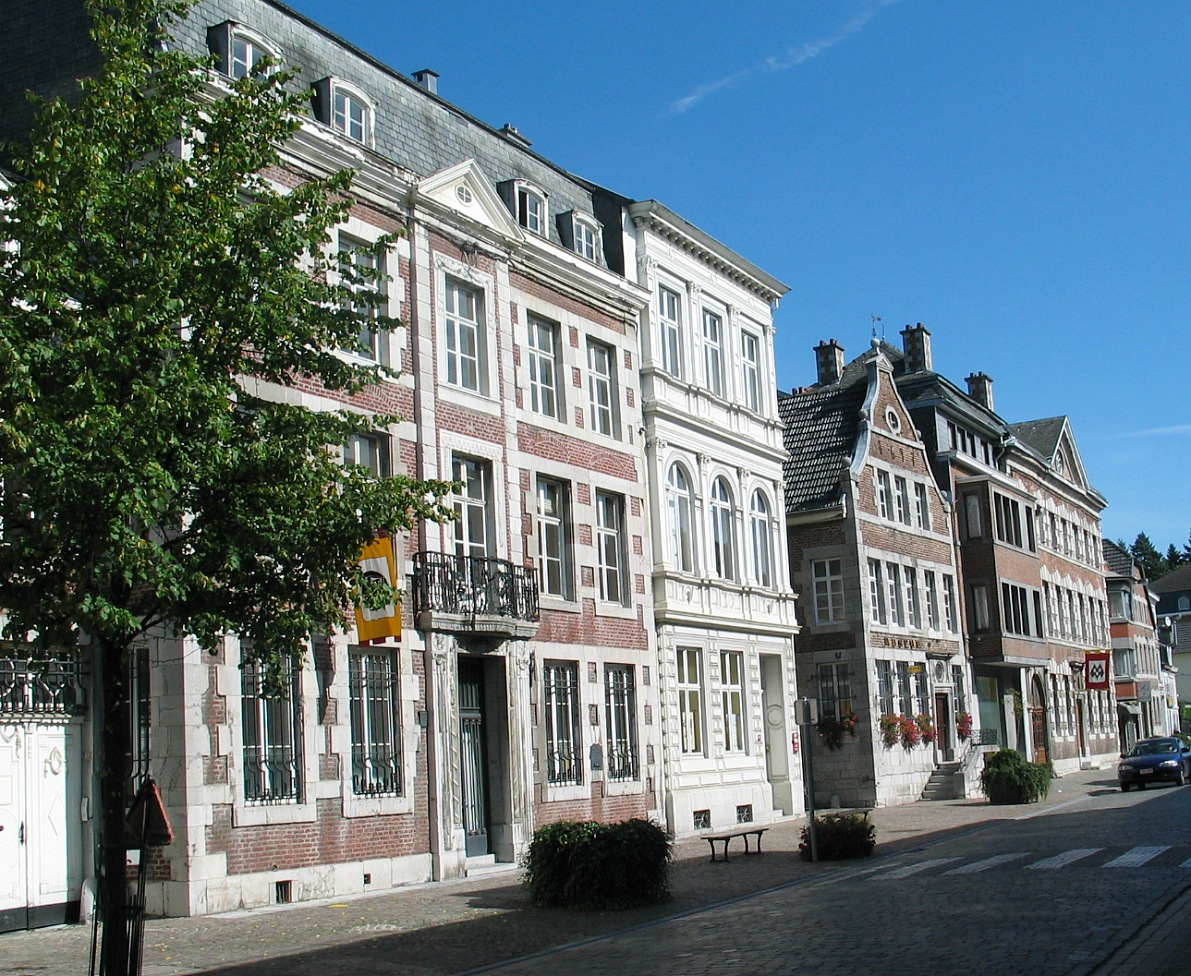
Sediul primului-ministru al Comunității Germanofone din Eupen și al Euroregiunii "Meuse-Rin". A fost locuința unui negustor care a trăit în Eupen, aflată pe strada Gospert, nr. 42; arhitect a fost, probabil, Mefferdatis.
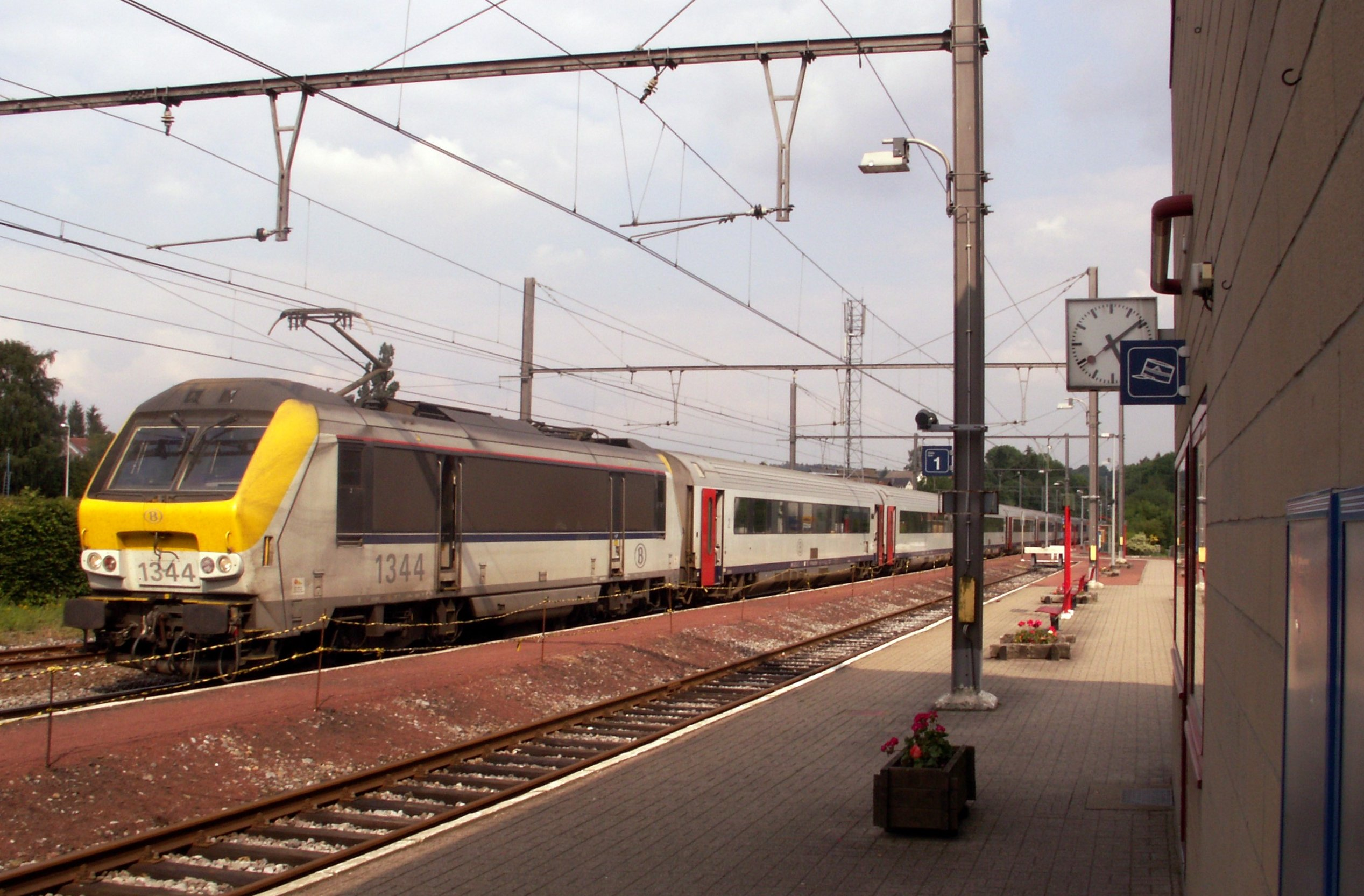
Linia 37, din Gara Eupen
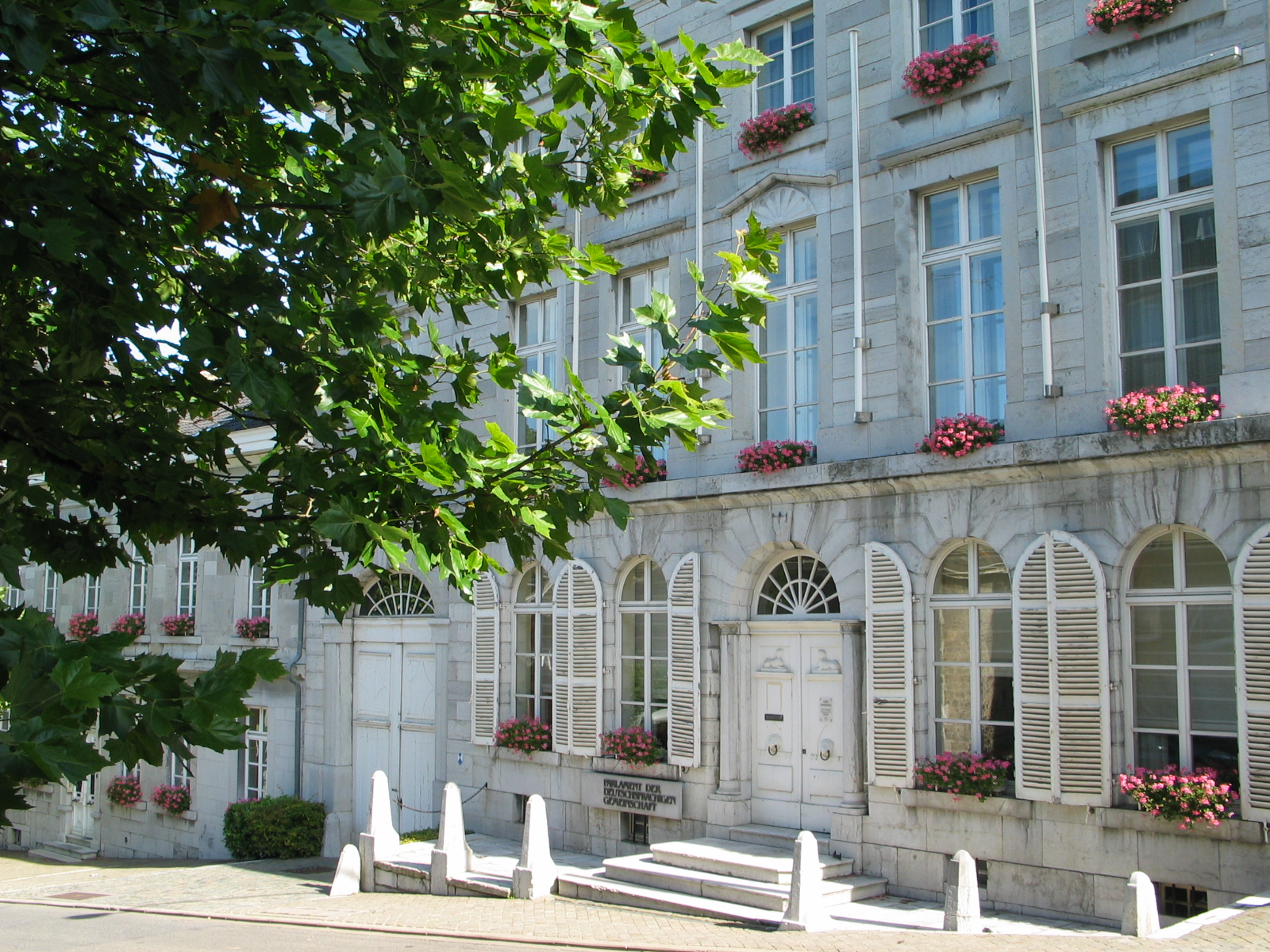
Fosta clădire a parlamentului Comunității Germanofone din Belgia, aflată în Eupen, pe strada Kaperberg, nr. 8. Înălțată la 1812 ca reședință a familiei de croitori Sternickel, tot din Eupen.